# Materiały Starożytne i Wczesnośredniowieczne
Materiały Starożytne i Wczesnośredniowieczne – periodyk wydawany nieregularnie przez Państwowe Muzeum Archeologiczne w Warszawie. W latach 1951–1969 nosiło nazwę Materiały Wczesnośredniowieczne, w latach 1956–1968 Materiały Starożytne. Ponownie wychodzi od 1971. Zamieszcza artykuły naukowe z zakresu archeologii.